# Groupe de NGC 192
Le groupe de NGC 192 comprend au moins six galaxies situées dans la constellation de la Baleine. La distance moyenne entre ce groupe et la Voie lactée est d'environ 57,4 Mpc (∼187 millions d'al). 

## Membres
Le tableau ci-dessous liste les six galaxies du groupe dans l'ordre indiquées dans l'article de A.M. Garcia paru en 1993. Quatre des galaxies de ce groupe (NGC 192, NGC 196, NGC 197 et NGC 201) font aussi partie du groupe compact de Hickson HCG 7.    
| Nom     | Classification | Type                  | α (J2000.0)   | δ (J2000.0)  | Vitesse radiale (km/s) | Magnitude apparente | Distance (Mpc) | Dimensions (kal) |
| ------- | -------------- | --------------------- | ------------- | ------------ | ---------------------- | ------------------- | -------------- | ---------------- |
| NGC 173 | SA(rs)c        | Spirale               | 00h 37m 12.5s | 01° 56′ 32″  | 4366 ± 5               | 12,7                | 59,3 ± 4,2     | 219              |
| NGC 192 | (R')SB(r)a?    | Spirale barrée        | 00h 39m 13.4s | 00° 51′ 52″  | 4133 ± 2               | 12,6                | 55,9 ± 3,9     | 136              |
| NGC 196 | SB0 pec?       | Lenticulaire          | 00h 39m 17.8s | 00° 54′ 46″  | 4255 ± 24              | 12,9                | 57,5 ± 4,0     | 93               |
| NGC 201 | SAB(r)c        | Spirale intermédiaire | 00h 39m 34.9s | 00° 51′ 36″  | 4415 ± 19              | 12,9                | 59,4 ± 4,2     | 122              |
| NGC 237 | SAB(rs)cd      | Spirale intermédiaire | 00h 43m 27.8s | -00° 07′ 30″ | 4175 ± 6               | 13,0                | 56,5 ± 4,0     | 98               |
| NGC 197 | (R)SB(rs)bc?   | Spirale barrée        | 00h 39m 18.8s | 00° 53′ 31″  | 4121 ± 18              | 14,1                | 55,5 ± 3,9     | 79               |

Le site DeepskyLog permet de trouver aisément les constellations des galaxies mentionnées dans ce tableau ou si elles ne s'y trouvent pas, l'outil du site constellation permet de le faire à l'aide des coordonnées de la galaxie. Sauf indication contraire, les données proviennent du site NASA/IPAC. 